# Fit-PC

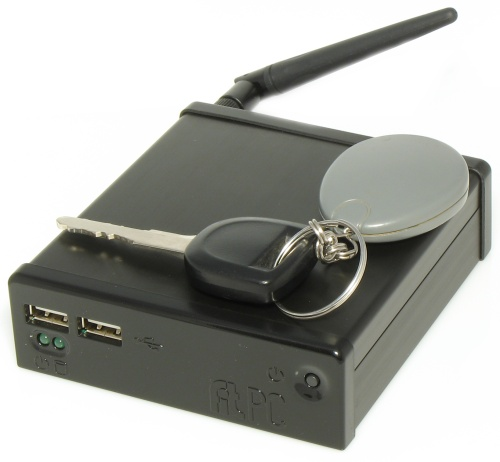
Fit-PC slim

Fit-PC patří mezi miniaturní počítače s velmi nízkou spotřebou. Za počítačem fit-PC stojí společnost CompuLab, která se specializuje na kvalitní miniaturní zařízení, tenké klienty, základní desky a jiné... V současné době společnost CompuLab představila zařízení fit-PC 1.0 (červenec 2007), fit-PC Slim (srpen 2008) a nejnovější fit-PC2 (březen 2009). Předností těchto výrobků je jejich minimální spotřeba (pouze 5-6W) a jejich celková velikost.

## fit-PC 1.0
Jedná se o první vydanou verzi fit-PC - a to v červenci roku 2007.

### Technické pecifikace
- Procesor: AMD Geode LX800 500Mhz
- Chipset: AMD CS5536
- Paměť: 256MB DDR 333MHz integrovaná na základní desce
- Pevný disk: 2,5' IDE 60GB (měnitelný)
- Rozhraní: VGA, 2x USB, 2x Ethernet, 1x RJ11, Line-in/out, mini RS-232
- Napájení: 5V, spotřeba 3-5W

### Podporované operační systémy
- Linux - Ubuntu, Gentoo
- MS Windows - Windows XP Home/Pro

## fit-PC Slim
Verze vydaná v srpnu 2008, která přinesla rozšíření o Wi-Fi adaptér a změnila své rozměry na pouchých 11 × 10 × 3 cm.

### Technické specifikace
- Procesor: AMD Geode LX800 500Mhz
- Chipset: AMD CS5536
- Paměť: 512MB DDR 333MHz integrovaná na základní desce
- Pevný disk: 2,5' IDE 60GB (měnitelný)
- Rozhraní: VGA, 3x USB, 1x Ethernet, 1x WLAN 802.11b/g 54Mbit/s, Line-in/out, mini RS-232
- Napájení: 12V, spotřeba 4-6W

### Podporované operační systémy
- Linux - Ubuntu, Gentoo
- MS Windows - Windows XP Home/Prof

### Instalace
fit-PC podporuje bootování z externích zařízení (CD-ROM), bootování z USB Flash disku a bootování po síti LAN.
Objednat si můžete i zařízení s předinstalovaným operačním systémem (Ubuntu, Gentoo, Windows XP Home/Prof.)

### Dostupné konfigurace fit-PC Slim
- Barebones - neobsahuje WiFi ani pevný disk, pouze 256MB RAM - $220
- Diskless - neobsahuje pevný disk, obsahuje 512MB RAM - $245
- Linux - Předinstalovaný OS Linux na 60GB pevném disku - $295
- XP - Předinstalovaný OS MS Windows XP na 60GB pevném disku - $335

(- aktuální cenu naleznete na stránkách výrobce)

## fit-PC2 (2009)
Společnost Compulab vydala v prvním čtvrtletí roku 2009 novou verzi fit-PC2, která obsahuje nejmodernější technologie v oblasti výkonu a spotřeby. Nový model se vyznačuje opět malými rozměry, nehlučností ale především vysokým výkonem a plnou podporou HD videa.

### Technické specifikace fit-PC2
- Procesor: Intel Atom Z530 1.6GHz / Z510 1.1GHz
- Chipset: Intel US15W SCH
- Paměť: 1GB DDR2-533
- Úložiště: 2,5' SATA disk + miniSD
- Grafika: Intel GMA500
- Síť: Ethernet 1Gbit/s, 802.11g WLAN
- Komunikace: 6x USB 2.0 a IR
- Podpora OS: Linux (Ubuntu 8.04), Windows XP SP3

## fit-PC2i (2010)
V roce 2010 došlo k vývoji vylepšené verze fit-PC 2i obohacené o dva gigabitové ethernetové konektory. Toto zařízení lze využít tedy jako síťový bridge, firewall nebo router...

## fit-PC3 (2011)
Na podzim roku 2011 společnost Compulab vydala novou verzi s označením fit-PC 3. Zařízení využívá procesor AMD T-Gxx architektury x64. Nabízí 8GB RAM a o grafickou část se stará ATI-Radeon HD.

### Využití fit-PC 1.0 nebo Slim, fit-PC2, fit-PC3
Tato zařízení se dají použít jako malé embedded zařízení, tencí klienti, malé kancelářské počítače, routery, fileservery, jednoduché home servery a další. Poslední modely se využívají zejména jako multimediální centra.